# Ала ад-Дин Хусейн Джахансуз
Ала ад-Дин Хусейн Джахансуз, или Ала ад-Дин Хусейн II Джахансуз ибн Хусейн (перс. علاء الدین حسین‎‎), — султан из династии Гуридов, правитель Гура, основатель Гуридского султаната на востоке Персии и в Хорасане.
Он был одним из величайших правителей Гуридов. Именно во время его правления Гур достиг выдающегося положения, превратившись из маленькой провинции в султанат.

## Биография
О ранних годах жизни Ала ад-Дина мало что известно, он был шестым[уточнить] сыном Изз ад-Дина Хусейна I и внуком Кутб ад-Дина Хасана. При правлении старшего брата, Сайф ад-Дина, Ала ад-Дин управлял Вазиристаном. При жизни получил царский титул «султан аль-Муаззам», что в переводе с арабского означает «Великий султан».

### Смерть братьев
Когда брат Ала ад-Дина, Сайф ад-Дин Сури, взошел на трон, он разделил государство Гуридов между своими братьями; Фахр ад-Дин Масуд получил землю у реки Теджен; Баха ад-Дин Сам I получил Гур; Шихаб ад-Дин Мухаммад Харнак получил Мадин; Шуджа ад-Дин Али получил Джарм, Ала ад-Дин Хусейн II получил Вазиристан, а Кутб ад-Дин Мухаммад Гури получил Чагчаран, где он построил город Фирузкух. Однако позже Сайф ад-Дин поссорился со своим братом Кутб ад-Дином, который позже укрылся в Газни, и был отравлен Газневидским султаном Бахрам-шахом.
Чтобы отомстить за своего брата, Сайф ад-Дин Сури в 1148 году выступил в поход на Газни и одержал победу в битве при Газни в 1148 году, в то время как Бахрам-шах бежал в Куррам. Собрав армию, Бахрам-шах ибн Масуд двинулся обратно в Газни. Сайф ад-Дин бежал, но армия Газневидов догнала его, и завязалась битва при Санг-и-Сурах. Сайф и Маджд ад-Дин Мусави были схвачены, а затем распяты в Пул-и-Як-так. После его смерти престол наследовал его брат Баха ад-Дин Сам I, который вскоре умер от естественных причин, прежде чем смог отомстить за своих убитых братьев.

### Приход к власти
Ала ад-Дин Хусейн II являлся младшим братом Сайфа ад-Дина Сури и Баха ад-Дина Сама I, являлся третьим[уточнить] сыном Изз ад-Дина Хусейна I, по праву наследования престол должен был перейти детям Баха ад-Дина Сама I, а именно Гийас ад-Дину Гури, но Ала ад-Дин Хусейн II запер обоих сыновей Баха ад-Дина, будущих полководцев и завоевателей - Муиз ад-Дина и Гийас ад-Дина в темнице, узурпировав власть и затем взошел на трон Гуридов.

### Войны с Газневидами
Чтобы отомстить за смерть своих братьев, Ала ад-Дин начал кампанию против Бахрам-шаха в 1150 году. Армии Газневидов и Гуридов встретились в Тигинабаде, и благодаря героическим усилиям Хармила Сам-и Хусейна и Хармила Сам-и Банджи армия Газневидов была разгромлена. Бахрам собрал части своей армии у горячих источников Джуш-и Аб-и Гарм, но снова был разбит и бежал обратно в Газни. Газневидский султан снова собрал оставшиеся части своей армии с добавлением городского гарнизона, но его армия снова была разбита, а город захвачен армией Ала ад-Дина Хусейна, по дороге в Газни Ала ад-Дин громил и грабил все на своём пути, сжигая и убивая людей. После этого поражения Бахрам-шах бежал на территорию Газневидов в Индии. Затем захваченный Газни подвергся семидневным грабежам и убийствам, в ходе которых погибло 60 000 жителей города. Все гробницы газневидских правителей, за исключением Махмуда, Масуда и Ибрахима, были вскрыты, а останки сожжены. Он также разрушил город Бюст. Ему не удалось поймать Бахрама и отомстить ему за смерть своих братьев из-за чего весь свой гнев он направил на мирных жителей и пленное войско Газневидов. Из-за этих событий Ала ад-Дин Хусейн получил прозвище Джахансуз, что в переводе с персидского означает «поджигатель мира».

### Расширения владений и смерть
Значительно расширив власть Гуридов, он прошел путь от вождя до короля империи[какой?], а затем принял титул «султан аль-Муаззам».
В 1152 году он провозгласил независимость от своих сельджукских повелителей и захватил Балх. Однако вскоре он был побежден и захвачен в Битве при Набе (Близ Герата) Ахмадом Санджаром, который к тому же помог Газневидам вернуть Газни. Ала ад-Дин Хусейн оставался пленником в течение двух лет, пока его не освободили в обмен на большой выкуп сельджукам.
Тем временем соперник Ала ад-Дина по имени Хусейн ибн Насир ад-Дин Мухаммад аль-Мадини захватил Фирузкух, но был убит в нужный[кому?] момент, когда Ала ад-Дин вернулся, чтобы вернуть свои исконные владения. Ала ад-Дин провел остаток своего правления, расширяя владения своего государства; ему удалось завоевать Гарчистан, Тохаристан и Бамиан, которые он позже разделил между младшими братьями.
Он умер в 1161 году, и его престол наследовал его сын Сайф ад-Дин Мухаммад.